# San Antonio Cárdenas
 San Antonio Cárdenas es un poblado perteneciente al Municipio de Carmen, del estado mexicano de Campeche.

## Historia
San Antonio Cárdenas se ubica al suroeste de la capital del Estado de Campeche y a 48 km, al oeste de la Cabecera Municipal de Carmen. Esto fue narrado por el Comisario Municipal el Sr. Leonardo Herná
El origen de su nombre según al pueblo fue emitida el 15 de febrero de 1939 dotando al ejido de 5,800 hectáreas. Posteriormente la Secretaría de la Reforma Agraria (SRA)
Otorgó al ejido una ampliación de 7,518 hectáreas más que sumadas a las anteriores corresponden hoy a 13,318 hectáreas de manera que cuenta con una amplia superficie territorial.

## Población
Según datos del II Conteo de Población y Vivienda 2005 cuenta con una población de 3319 habitantes de los cuales 1699 son varones y 1620 mujeres, 1963 son mayores de 18 años (59% del total).

## Infraestructura
La infraestructura se refiere a las obras que dan el soporte funcional para otorgar bienes y servicios óptimos para el funcionamiento y satisfacción de una totalidad social, dentro de una connotación cultural determinada. Son las redes básicas de conducción y distribución, como vialidad, agua potable, alcantarillado, energía eléctrica, gas, teléfono, transportes, insumos, abastos, entre otros, además de la eliminación de aguas negras, basura y desechos varios.
El agua que consumen en la localidad proviene de Ciudad del Carmen y su calidad es buena aunque de acuerdo a lo comentado por los habitantes aún abastece a la comunidad el pozo del Rancho Pom, además es común que las familias sigan utilizando el agua de los pozos de sus casas para sus labores cotidianas, el pago del agua potable lo realizan en la Junta Municipal en Atasta.
La energía eléctrica proviene de Mal Paso una localidad de Chiapas, pero el servicio es pésimo, las localidades de la Península en general padecen de esta problemática desde hace mucho sin que hasta el momento tenga solución.

## Festividades y Servicios
La Comunidad de San Antonio Cárdenas celebra su fiesta patronal el 13 de junio fecha en que se realiza cada año eventos religiosos, deportivos y culturales, bailes populares entre otras actividades de esparcimiento para los lugareños y algunos visitantes, otra actividad importante para toda la Península de Atasta es la “Feria del Mangle”, durante la cual se elige una jovencita de la comunidad para representar esta feria a quien se le da el título de “Reina del Mangle”un dato importante es que este evento nació con la inquietud de fomentar entre los pobladores el cuidado de los recursos naturales, en esta feria se disfruta de juegos mecánicos, bailes populares, eventos culturales, exposiciones ganaderas, muestras gastronómicas y demás actividades recreativas.
Las actividades recreativas en esta comunidad son principalmente naturales como acudir a la playa y a la laguna del Pom así como jugar en los campos y canchas deportivas y visitar los dos parques con los que cuenta, pero aun así es evidente la falta de espacios recreativos y la falta de mantenimiento en los ya existentes.
Entre los servicios que ofrece esta localidad de la Península de Atasta se encuentra pequeños hoteles y restaurantes.
Con relación a los servicios religiosos, San Antonio Cárdenas tiene dos templos católicos y tres templos de otras religiones, además de que la comunidad cuenta con un cementerio general.
La comunidad tiene diversas tiendas de abarrotes, dos tiendas comunitarias DICONSA, un mercado ejidal y un minisuper.

## Comunicaciones y Transportes
San Antonio Cárdenas se encuentra situada a 48 kilómetros de la cabecera municipal (Ciudad del Carmen). Para acceder a ella, por la vía terrestre, es necesario tomar la carretera federal Costera del Golfo Número 180.
Los habitantes de San Antonio Cárdenas viajan comúnmente a Ciudad del Carmen ya sea para vender sus productos, asistir a su centro de trabajo, a abastecerse o para recibir atención médica si requieren de hospitalización.
Los servicios de transporte en la localidad los consideran eficientes los lugareños, existen servicio de autobuses, taxis, mototaxis y combis., pero cabe resaltar que la Carretera del Golfo a las orillas de la cual se encuentran asentadas las localidades de la Península de Atasta está considerada como una de las más peligrosas del país, motivo por el cual los habitantes se exponen diariamente al peligro de sufrir un accidente.
En cuanto a medios de comunicación se tienen los servicios de Telmex para larga distancia y el servicio de telefonía celular que es limitado.
Cuentan con servicio de cablevisión y Sky.

## Economía

### Sector Pesquero
Esta comunidad tiene la fortuna de poder realizar sus actividades de pesca tanto en la Laguna de Pom como en el litoral. Sin embargo, el área restringida les ha afectado mucho pues antes podían salir desde 15 hasta 30 brasas a pescar, ahora el límite se ha reducido a 12 brasas y temen que se reduzca más por los programas exploratorios de PEMEX. Del año 2000 a la fecha la situación se ha vuelto crítica, los pescadores son perseguidos por la armada si se atreven a entrar al área restringida.
Se pesca principalmente robalo, mojarra, pejelagarto y camarón, los meses más productivos son los meses de enero a marzo después de la veda que tiene una duración de seis meses.
Existen grupos organizados que gestionan recursos y fomentan una mejor comercialización de la producción pesquera, son 3 uniones de pescadores y alrededor de 23 cooperativas pesqueras.

### Sector acuacultura
La Tilapia es muy noble pero los programas de gobierno son insuficientes para poder apoyar a todos los pescadores, el entrevistado el Señor Leonardo Hernández, quien funge como Comisario Municipal de la localidad, menciona que con 5 personas se puede atender una granja, pero las cooperativas son de 20 personas o más. Pueden lograr 2 o 3 cosechas al año. Con 7 mil alevines pueden producir 3.5 toneladas de producto sacando el pescado de ½ kilo. El precio de mercado es de 30.00 pesos el kg. Pero de esos ingresos deben pagar 8 toneladas de alimento y los alevines.
Considera que una buena medida para catapultar la tilapiacultura sería establecer una pequeña planta procesadora de alimentos en la que se aprovechara la fauna de acompañamiento del camarón. Es evidente que se requieren asesores técnicos para mejorar la situación actual.

### Sector agropecuario
Anteriormente la economía estaba muy diversificada había coco, ganadería, maíz, fríjol, entre otros, sin embargo dejó de haber programas de apoyo a la agricultura y la gente dejó de sembrar cada vez más. También influyo mucho la llegada de empresas que le dan servicio a PEMEX, los agricultores prefieren un trabajo asalariado (1,500.00 pesos a la semana), que pasarse tres meses trabajando el campo esperando cosechar algo, además que en lagunas zonas el suelo no es apto para la realización de esta actividad.
En cuanto a la ganadería, el ganado bovino es predominante en esta actividad, sin embargo los pequeños productores no soportan las condiciones de sequía y enfermedades, al contrario de los pequeños propietarios que han invertido en maquinaria y pueden sostener mayor cantidad de animales.
Algunos productores logran acomodar sus mercancías en la localidad pues hay un mercado y también lo comercializan en Carmen y Tabasco quienes pueden hacerlo lo envían a México.
El sector Servicios es otra de las actividades económicas en la localidad esto debido al flujo de personas, principalmente estudiantes que requieren de todo tipo de servicios como hospedaje, transporte, material didáctico y comida.